# Robert Emmijan
Robert Emmijan (Armeens: Ռոբերտ Էմմիյան) (Leninakan, 16 februari 1965) is een voormalige verspringer die uitkwam voor de Sovjet-Unie en later voor Armenië. Hij heeft het Europees record in handen bij het verspringen.

## Biografie

### Eerste successen
Al op zestienjarige leeftijd was Emmijan met een sprong van 7,77 m de beste van zijn leeftijd ter wereld. In 1983 sprong hij voor de eerste maal in zijn leven verder dan acht meter. Ondanks deze prestatie werd hij op de Europese jeugdkampioenschappen in Utrecht dat jaar slechts derde (7,83).
In 1984 won hij op de Europese indoorkampioenschappen in Göteborg een bronzen medaille. Met 7,89 eindigde hij slechts zeven centimeter achter de winnaar Jan Leitner (7,96) uit Tsjechoslowakije. De Oost-Duitser Mathias Koch (7,91) werd tweede.

### Vorm van zijn leven
In 1986 kwam Emmijan in de vorm van zijn leven. Hij won goud op de EK indoor in Madrid, zijn eerste gouden medaille. Met 8,32 versloeg hij de Hongaar László Szalma (8,24). Op de Goodwill Games dat jaar won hij met een Europees record van 8,61. Hiermee verbeterde hij het record van de Oost-Duitser Lutz Dombrowski. Ook op de Europese kampioenschappen van 1986 won hij goud met een beste poging van 8,41. Hij versloeg hiermee zijn landgenoot en Sovjet-kampioen verspringen (1984-1987) Sergej Lajewski (8,01 m). De prestatie van Emmijan is nog altijd geldig als kampioenschapsrecord.
Een jaar later prolongeerde hij zijn titel op de EK indoor. Op de wereldkampioenschappen van 1987 in Rome moest hij genoegen nemen met een zilveren medaille, nadat Carl Lewis met een sprong van 8,67 voor de tweede maal wereldkampioen werd. Zijn persoonlijk record van 8,86 behaalde hij op 22 mei 1987 op 1750 meter hoogte in Tsachkadzor. Die prestatie van Emmijan is nog altijd geldig als Europees record. Dit was op dat moment de op een na beste sprong ter wereld achter het wereldrecord van Bob Beamon (8,90) in 1968, dat ook op hoogte gesprongen was in Mexico-Stad. Na Bob Beamon sprongen inmiddels ook Mike Powell en Carl Lewis verder.

### Olympische Spelen
Op de Olympische Spelen van 1988 in Seoel blesseerde Emmijan zich in de kwalificatieronde. Ook op de Olympische Spelen van 1996 in Atlanta kwam hij met 7,76 niet verder dan de kwalificatieronde en een teleurstellende 28e plaats. In 1990 werd hij ondanks zijn verre 8,23 slechts derde bij de Goodwill Games. Hij werd verslagen door Carl Lewis (8,38) en Mike Powell (8,34).
Hierna ging het bergafwaarts met zijn prestaties. In 1995 werd Emmijan tiende op de wereldindoorkampioenschappen en elfde op de WK in Göteborg. Hij vlamde nog eenmaal op de Franse kampioenschappen dat jaar. Hij sprong 8,00.
De Armeense atletiekbond organiseert jaarlijks de Robert Emmijan Cup, een internationale verspringwedstrijd, die is vernoemd naar de atleet.

## Titels
- Europees kampioen verspringen - 1986
- Europees indoorkampioen verspringen - 1986, 1987
- Sovjet-kampioen verspringen - 1986
- Sovjet-indoorkampioen verspringen - 1986, 1990

## Persoonlijke records
| Onderdeel             | Prestatie               | Datum            | Plaats      |
| --------------------- | ----------------------- | ---------------- | ----------- |
| verspringen (outdoor) | 8,86 m (ER)             | 22 mei 1987      | Tsachkadzor |
| verspringen (indoor)  | 8,49 m (ex-ER; Arm. NR) | 21 februari 1987 | Liévin      |

## Records
| Prestatie | Plaats      | Datum            | Extra                 |
| --------- | ----------- | ---------------- | --------------------- |
| 8,61 m    | Moskou      | 6 juli 1986      | Europees record       |
| 8,49 m    | Liévin      | 21 februari 1987 | Europees indoorrecord |
| 8,86 m    | Tsachkadzor | 22 mei 1987      | Europees record       |

## Prestaties
| Jaar | Wedstrijd         | Plaats            | Resultaat | Extra  |
| ---- | ----------------- | ----------------- | --------- | ------ |
| 1983 | EK junioren       | Utrecht           | 3e        | 7,70 m |
| 1984 | EK indoor         | Göteborg          | 3e        | 7,89 m |
| 1985 | Universiade       | Kobe              | 2e        | 8,03 m |
|      | IAAF Wereldbeker  | Canberra          | 2e        | 8,09 m |
| 1986 | EK indoor         | Madrid            | 1e        | 8,32 m |
|      | Goodwill Games    | Moskou            | 1e        | 8,61 m |
|      | EK                | Stuttgart         | 1e        | 8,41 m |
| 1987 | EK indoor         | Liévin            | 1e        | 8,49 m |
|      | WK indoor         | Indianapolis      | 4e        | 8,00 m |
|      | WK                | Rome              | 2e        | 8,53 m |
|      | Grand Prix Finale | Brussel           | 2e        | 8,14 m |
|      | Europacup A       | Praag             | 1e        | 8,38 m |
| 1990 | EK indoor         | Glasgow           | 3e        | 8,06 m |
|      | Goodwill Games    | Seattle           | 3e        | 8,23 m |
| 1991 | Europacup A       | Frankfurt am Main | 2e        | 8,01 m |
| 1992 | IAAF Wereldbeker  | Havana            | 8e        | 7,27 m |
| 1995 | WK indoor         | Barcelona         | 10e       | 7,74 m |
|      | WK                | Göteborg          | 11e       | 7,77 m |